# Myoxanthus seidelii
Myoxanthus seidelii är en orkidéart som först beskrevs av Guido Frederico João Pabst, och fick sitt nu gällande namn av Carlyle August Luer. Myoxanthus seidelii ingår i släktet Myoxanthus och familjen orkidéer. Inga underarter finns listade i Catalogue of Life.